# Areni Agbabian
Areni Agbabian (* um 1990 in Santa Monica) ist eine US-amerikanische Improvisationsmusikerin (Piano, Synthesizer, Gesang, Komposition), die auch als Vokalistin in den Bereichen Musiktheater, Jazz, Neue Musik, Weltmusik und Multimedia-Performance gearbeitet hat.

## Leben und Wirken
Agbabian, deren Familie aus Armenien stammt und ihr die armenische Musik- und Erzähltradition vermittelte, wuchs in Kalifornien auf. Mit sieben Jahren begann sie ein Studium des klassischen Klavierspiels, das sie erst 20 Jahre später beendete. Daneben arbeitete sie auch an ihrem Gesang und sang in mehreren Chören armenische geistliche Musik, aber auch bulgarische Volksmusik. Mit zwanzig Jahren trat sie professionell mit traditioneller armenischer Folklore und Musik auf.
Zwischen 2009 und 2014 gehörte Agbabian dem Quintett des Pianisten Tigran Hamasyan an, mit dem sie mehrere Tourneen durch Europa, Armenien, Marokko und Nordamerika unternahm und die Alben Red Hall (2009) und Shadow Theatre (2013) vorlegte. Ergänzend dazu arbeitete die Künstlerin im Bereich der zeitgenössischen Oper und des Tanzes, der Neuen Musik und gestaltete Multimedia-Performances. Unterstützt durch ein Stipendium der Gulbenkian-Stiftung konnte sie 2015 in Paris ein selbständiges Studium des armenischen liturgischen Gesangs unternehmen. Weiterhin führte sie in Los Angeles mit dem Lernazang Ensemble armenische und persische Musik auf; darüber hinaus arbeitet sie mit ihrem Mann, dem Musiker Gagik „Gagas“ Khodavirdi, zusammen.
Nach einem selbstproduzierten Tonträger Kissy(bag) 2014 veröffentlichte Agbabian 2019 beim Label ECM Records das Album Bloom, das sie mit dem Schlagzeuger Nicolas Stocker realisierte. Die Musik mit dem klanglichen Reichtum ihres Pianospiels und ihrer „glockenhellen“ (The Guardian), aber auch „üppigen“ (Los Angeles Times) Stimme sowie Minimalismen erntete Zustimmung bei der Kritik, etwa beim Guardian oder dem Down Beat. Sie ist auch auf Alben mit Alex Clines Flower Garland Orchestra und mit Sean Sonderegger (Eat the Air) zu hören.